# Paulo (de Ballester-Convallier)
Paulo, Bispo de Nazianzo, (nascido Francisco de Ballester-Convallier) (Barcelona, 3 de julho de 1927 — Cidade do México, 31 de janeiro de 1984) foi um religioso e acadêmico espanhol.
Após alguns anos enquanto monge capuchinho, seus estudos na biblioteca de seu mosteiro levou-o a converter-se ao anglicanismo, posteriormente viajando para a Grécia e adotando o cristianismo ortodoxo, sendo ordenado hierodiácono aos 25 anos. Após servir na Grécia e nos Estados Unidos enquanto hegúmeno, foi consagrado Bispo de Nazianzo no México em 1970, onde, além de sua atividade missionária, tornou-se professor da Universidade Autônoma do México e uma personalidade culturalmente influente no país, fundando a Associação Cultural Santorini e o Instituto Cultural Helênico, além de tomar parte no Sistema Nacional para o Desenvolvimento Integral da Família, programa de assistência social presente no país. 
Sua atividade chegou ao fim em 1984, quando foi assassinado a tiros após celebrar a Divina Liturgia dominical por Rafael Román, ex-general mentalmente perturbado que tentou cometer suicídio em seguida. As autoridades locais não descartaram a possibilidade de que o assassino teria sido motivado por alguma espécie de fanatismo religioso, pelo que Paulo é lembrado como um hieromártir por alguns ortodoxos.
Além de suas intensas atividades pastorais, o Bispo Paulo foi um historiador, filósofo e humanista. Em adição a seus idiomas nativos (o catalão e o espanhol), ele também sabia grego, francês, italiano, inglês, latim e português.

## Biografia
Francisco de Ballester-Convallier nasceu em 3 de julho de 1927, em Barcelona, Espanha, filho do banqueiro Francisco Ballester Galés e da cirurgiã Concepción Convalier Comas, sendo, através de seu pai, membro de uma tradicional família catalano-aragonesa, que produzira personalidades do Ducado de Atenas, onde um de seus membros mais proeminentes foi Antônio Ballester, Arcebispo de Atenas. A desagregação de sua família durante a Guerra Civil Espanhola e a destruição de edifícios religiosos pelos republicanos o impactaram profundamente, levando-o a escolher a vida religiosa. Em 1944, começou a estudar filosofia e teologia entre os Capuchinhos de Sarrià. Após a conclusão do curso, tornou-se um noviço em um mosteiro da Ordem dos Frades Menores Capuchinhos em Arenys de Mar, onde depois seria tonsurado monge.
Trabalhando na biblioteca do mosteiro, teve contato com um histórico de anátemas da Inquisição contra todos os que apoiavam a validade apostólica autônoma do Apóstolo Paulo, que mais tarde, descobriu serem repetidos pelos papas João XXII, de Clemente VI, Pio X e Bento XV. Sendo assim, desencorajado por seu confessor a estudar a Bíblia e os Padres da Igreja, ele renunciou às doutrinas católicas do Papado, movendo-se para Madri, onde pôde juntar-se à Igreja Anglicana e estabeleceu contato com o Conselho Mundial de Igrejas, com o tempo conhecendo cristãos ortodoxos.
A Igreja Ortodoxa tornou-se cada vez mais interessante para o jovem monge Francisco, levando-o a comprar livros gregos e russos de lojas ocidentais, bem como receber alguns fornecidos pelo Arquimandrita Bento Katsenavakis, de Nápoles. Em 1951, ciente de que ainda não havia presença ortodoxa na Espanha, rumou para Paris, onde começou a ter lições pessoais sobre o cristianismo ortodoxo e a língua grega com o Bispo Cassiano da Catânia e o Arquimandrita Timótheos Chalóftis, além de corresponder-se com a Igreja da Grécia e o Patriarcado Ecumênico no período.

### Vida clerical ortodoxa
Em julho de 1952, Francisco foi crismado e tonsurado no Santo Mosteiro da Dormição da Mãe de Deus, em Penteli, Atenas Setentrional, recebendo o nome de batismo de Paulo, e em 26 de dezembro do mesmo ano foi ordenado ao diaconato pelo Metropolita Dionísio de Sérvia e Kozani, tornando-se hierodiácono. Em 1953, moveu-se para Atenas, onde foi recebido pelo Arcebispo Espiridão de Atenas e pelo Metropolita Dionísio, sendo ordenado ao sacerdócio pelo Bispo Crisóstomo de Maratona em 26 de junho de 1954, na Catedral Metropolitana de Atenas. Paulo serviu na Igreja de Constantinopla até 1959, ano em que obteve a nacionalidade grega com intervenção do Arcebispo Teócleto II de Atenas, formando-se em teologia ortodoxa em 1955 e sendo elevado a hegúmeno em 1956. Em outubro de 1959, foi enviado para Nova Iorque, para servir como sacerdote na Arquidiocese Greco-Ortodoxa da América, de onde foi encaminhado para a Igreja da Anunciação da Teótoco, em Scranton, onde serviu até 1961, ano em que foi enviado ao México enquanto delegado arquidiocesano.
No México, logo se esforçou para a criação de diversas atividades culturais para a população grega, buscando conciliar preservação da memória das gerações mais antigas com a participação da snovas, além de iniciar trabalhos missionários ao longo do país, em cidades como Guadalajara, Culiacán, Veracruz, Cuernavaca e Querétaro. Adicionalmente, a partir de 1964, trabalhou em seu período no país como professor de história, grego antigo e filologia latina na Universidade Autônoma do México. Em 1965, representou a Igreja Ortodoxa em assembleia do Concílio Mundial de Igrejas em San Juan. Em 1966, fundou a Associação Cultural Santorini, a fim de difundir a cultura, a história e as artes através de conferências ministradas por especialistas nas áreas. Foi nomeado no mesmo ano vigário arquidiocesano no México.
Em 1970, foi nomeado Bispo Titular de Nazianzo pelo Santo Sínodo presidido pelo Patriarca Atenágoras, após o antigo titular, Dionísio (Psiáchas), ser eleito Metropolita da Nova Zelândia. Paulo foi consagrado ao episcopado no mesmo ano, em uma cerimônia em Nova Iorque presidida pelo Arcebispo Tiago da América. As atividades culturais do Bispo prosseguiram com a fundação do Instituto Cultural Helênico na Cidade do México em 1973, com apoio de José López Portillo, então Secretário da Fazenda e Crédito Público, grande admirador da cultura grega. O instituto foi fundado com o propósito de divulgar e fomentar a cultura helênica no México através de conferências, cursos, workshops, licenciatura e mestrado em artes, história, cultura e ciências humanas, bem como uma diversidade de atividades culturais, permanecendo em atividade.
Através do Instituto, o hierarca tornou-se um grande expoente do teatro clássico no país, tendo como uma de suas fiéis seguidoras a atriz Ofelia Guilmáin. Em sua carreira acadêmica, chegou a ocupar a cátedra de grego clássico na Universidade Autônoma do México até sua morte. Sua amizade com Carmen Romano, esposa de José López Portillo e primeira-dama do México de 1976 a 1982, fez dele uma das personalidades mais influentes no âmbito cultural mexicano durante a incumbência da mesma, o que incluiu ampla participação do bispo no Sistema Nacional para o Desenvolvimento Integral da Família, programa de assistência social presente em todos os estados do México.

### Morte
As atividades do prolífico Bispo Paulo chegaram a seu fim em 22 de janeiro de 1984, depois de celebrar a Divina Liturgia dominical, quando foi alvejado quatro vezes por Rafael Román, ex-general mexicano mentalmente perturbado que morava na vizinhança, que depois atirou contra si próprio em uma aparente tentativa de suicídio frustrada. O hierarca não resistiu aos ferimentos, falecendo no dia 31 do mesmo mês. As autoridades não descartaram a possibilidade de que o assassino, que apresentava confusão mental, teria sido motivado por alguma espécie de fanatismo religioso.

## Legado
O assassinato do hierarca teve repercussão mundial, ocupando a primeira página do jornal grego Kathimerini e rendendo-lhe elogios no espanhol El País. Foi sepultado no Cemitério Espanhol do México no dia 2 de fevereiro, com ofício memorial celebrado pelo Arcebispo Tiago da América, primaz da Arquidiocese, e funeral atendido pelo Metropolita Silas de Nova Jérsei e o Bispo Genádio de Buenos Aires. Estêvão (Charalambídis), protossincelo na Metrópole da Gália, foi consagrado o próximo Bispo Titular de Nazianzo em 1987.
Apesar de não ter sido formalmente canonizado, o Bispo Paulo é lembrado como um Neo-Hieromártir por alguns cristãos ortodoxos. Em uma visita ao México em 2006, o Patriarca Bartolomeu I de Constantinopla pediu ao Metropolita Atenágoras do México e América Central que transferisse suas relíquias para serem sepultadas na Catedral de Santa Sofia, em Naucalpan, onde há um monumento dedicado ao falecido bispo, que construiu ele mesmo a Catedral. Ofícios memoriais permanecem sendo celebrados pelo clero local no aniversário de sua morte.
A Associação Cultural Santorini, fundada por Paulo em vida com finalidades gerais enquanto o mesmo ainda era apenas um arquimandrita, hoje se dedica exclusivamente a preservar e divulgar o legado intelectual que o erudito bispo deixou enquanto acadêmico helenista.

### Obras enquanto autor
Paulo de Nazianzo publicou em vida os seguintes livros:
- O concílio de Elvira (em castelhano:  El concilio de Elvira, 1949)
- Objetivismo e subjetivismo na vida religiosa (em francês:  Objectivisme et Subjectivisme dans la vie Religieuse, 1949)
- Nosso Deus, Vosso Deus e Deus (em castelhano:  Nuestro Dios, Vuestro Dios y Dios, 1951)
- O Bispo Ósio de Córdoba (em castelhano:  El Obispo Osio de Córdoba, 1951)
- A Interpretação do Primado de Pedro entre os Padres Ocidentais (em francês:  L'Interpretation du 'Primatus Petri' chez les Péres Occidentaux, 1951)
- As passagens evangélicas do Primado e sua interpretação patrística (em castelhano:  Los pasajes Evangélicos del Primado y su interpretación Patrística, 1951)
- Relação das Igrejas ibéricas com a Igreja Norte-Africa de São Cipriano a Santo Agostinho (em francês:  Relations des Eglises Iberiques Avec L'Eglise Nord Africaine Des St. Cyprien Jusqua St. Augustin, 1952)
- Os catalães na Acrópole durante o século XIV (em grego:  Οι Καταλανοί στην Ακρόπολη κατά τον ΙΔ' αιώνα, 1953)[5]
- O Cristianismo Oriental visto por um ocidental (em grego:  Ο ανατολικός χριστιανισμός σταχάζομενος από έναν δυτικό, 1954)
- Minha Conversão à Ortodoxia (em grego:  Η μεταστροφή μου στην Ορθοδοξία, 1954)[nota 1]
- História crítica do Cristianismo, 5 volumes (em grego:  Κριτική ιστορία του χριστιανισμού, 1954-6)
- Um interessante incidente durante a perseguição de Décio (em grego:  Ένα ενδιαφέρον γεγονός κατά τον διωγμό του Δεκίου, 1959)
- Dicionário de mitologia cristã, 2 volumes (em grego:  Λεξικό της χριστιανικής μυθολογίας, 1961-2)
- A Divina Liturgia de São João Crisóstomo (em castelhano:  La Sagrada liturgia de San Juan el Crisóstomo, 1961)
- Algumas considerações sobre a didática e a pronúncia do grego clássico (em castelhano:  Algunas consideraciones respecto a la didáctica y pronunciación del griego clásico, 1964)
- S.T.S. Atenágoras I, Patriarca da Reconciliação (em castelhano:  S.T.S. Athenágoras I, Patriarca de Reconciliación, 1974)

Ainda publicou traduções livres para o espanhol de Eurípides, Aristófanes e Sófocles, através do Instituto Cultural Helênico.